# Nguyễn Thị Bình

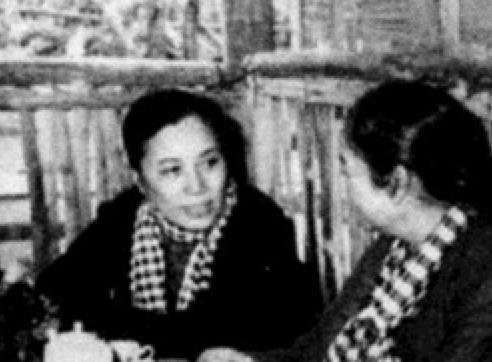
Nguyễn Thị Bình in den 1960er Jahren

Nguyen Thi Binh (Nguyễn Thị Bình, geboren am 26. Mai 1927 als Nguyễn Châu Sa im Sa Đéc-Distrikt in der Provinz Dong Thap) ist eine ehemalige vietnamesische Politikerin. Sie war an den Friedensverhandlungen im Vietnamkrieg beteiligt und bekleidete im Zeitraum von 1992 bis 2002 das Amt der Vizepräsidentin Vietnams.

## Leben
In früher Jugendzeit musste Binh bereits als Fischverkäuferin arbeiten. Als ihr Bruder und andere Jugendliche öffentlich gefoltert wurden, weil sie gegen die Unterdrückung und Ausplünderung durch die französische Kolonialmacht demonstrierten, war Binh Augenzeugin, was zu ihrer eigenen Politisierung beitrug. Obwohl Agitation mit Gefängnis oder sogar dem Tod bestraft wurden, verteilte sie als 16-Jährige Flugblätter.
Bei der Verhaftung ihres Mannes, dem örtlichen Vorsitzenden der KP in Bến Tre, war der gemeinsame Sohn erst drei Tage alt. Auch Binh wurde bald darauf inhaftiert, verschleppt und gefoltert. Belegt sind ihre Haftzeiten in Chi Hoa (Saigon) von 1951 bis 1953. Erst nach ihrer Entlassung erfuhr sie vom Tod ihres Mannes in französischer Haft.
In ihrer Zeit im Untergrund des Vietnamkriegs organisierte sie als höchstrangige weibliche Befehlshaberin die nationale Frauenbefreiungsfront (von Hồ Chí Minh als „Langhaarige Armee“ bzw. „Langhaarige Krieger“ bezeichnet), welche unter anderem die US-Streitkräfte infiltrierte und dort agitierte.
Sie wurde ab 1969 als Außenministerin der Provisorischen (Untergrund-)Regierung für Südvietnam weltweit bekannt, als sie Friedensverhandlungen mit den USA vorbereitete und führte. Unter anderem diese Verhandlungen erreichten 1973 das Waffenstillstands-Abkommen von Paris (27. Januar 1973; Lê Đức Thọ für Nordvietnam und Henry Kissinger für die Vereinigten Staaten). Danach wurde sie Erziehungsministerin des wiedervereinigten Landes, 1992 dann Vizepräsidentin.
Sie war Mitglied im Russell-Tribunal zu Palästina.